# 姚錱
姚錱（1915年10月18日—2005年11月4日），男，江苏常熟人，中国实验生物学家和肿瘤学家。

## 生平
1915年10月出生于江苏省常熟县。1937年，毕业于国立浙江大学生物系。毕业后留校担任助教。1946年，获得英国文化交流委员会奖学金赴英留学。1949年，获得爱丁堡大学哲学博士学位。
2005年，逝世于上海。

## 社会兼职
曾任中国细胞生物学学会理事长。1988年8月在加拿大蒙特利尔获推为亚太细胞生物学组织第一任主席。

## 荣誉
1980年，当选中国科学院院士。